# ディロン・ブルックス
ディロン・ブルックス（Dillon Brooks, 1996年1月22日 - ）は、カナダのオンタリオ州ミシサガ出身のプロバスケットボール選手。NBAのヒューストン・ロケッツに所属している。ポジションはスモールフォワードまたはシューティングガード。

## 経歴

### カレッジ
ネバダ州のフィンドリー高校から2014年にオレゴン大学に進学。1年生時の2014-15シーズンに平均11.5得点を記録し、Pac-12のフレッシュマンチームに選出。2～3年生にかけては更に数字を伸ばし、いずれも平均16得点台を記録し、2年連続でオールPac-12ファーストチームに選出され、3年生時の2016-17シーズンには、同カンファレンスの最優秀選手に選出された。
ブルックスは4年生でのプレーはせずに、2017年のNBAドラフトにアーリーエントリーすることを表明した。

### メンフィス・グリズリーズ
2017年6月22日に行われたNBAドラフトにて2巡目全体45位でヒューストン・ロケッツから指名され、直後のトレードで交渉権がメンフィス・グリズリーズへ放出された。7月21日にグリズリーズとのルーキー契約に合意した。
10月18日のニューオーリンズ・ペリカンズ戦でNBAデビューを果たして19得点、5リバウンド、2アシスト、4スティール、2ブロックを記録し、カナダ出身選手のNBAデビュー戦における最多得点を更新した。2018年4月11日のオクラホマシティ・サンダー戦でシーズンハイとなる36得点を含む7リバウンド、1アシスト、2スティールを記録したが、チームは123-137で敗れた。 

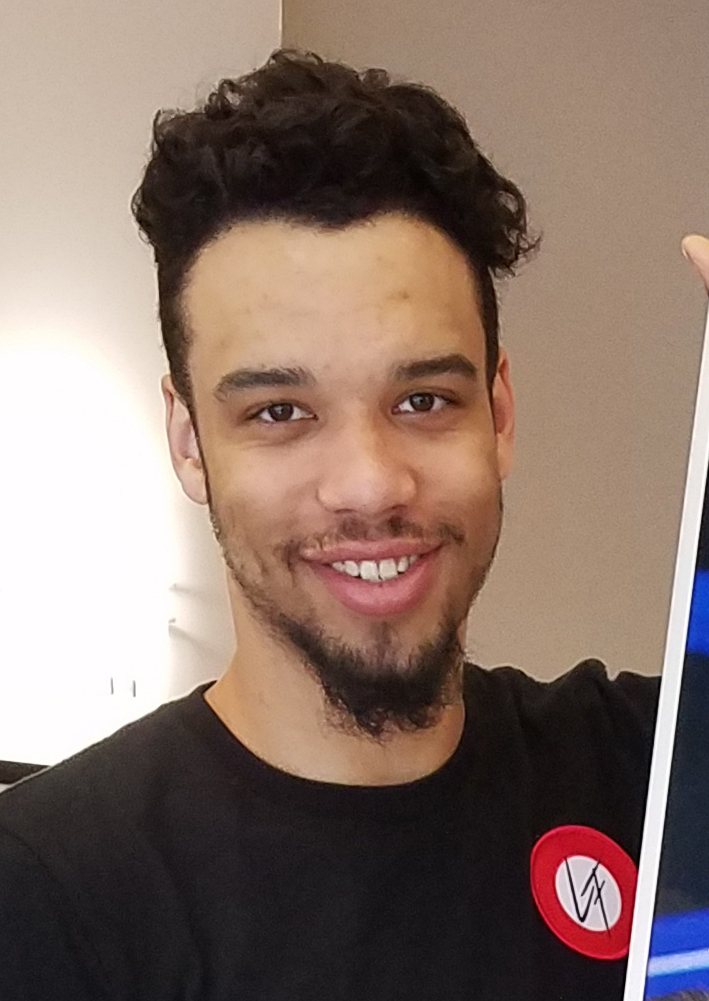
2018年のブルックス

2019年1月5日に右足親指の靭帯を断裂する怪我を負い、同月11日に手術に成功。その後に残りのシーズンを全休することが発表された。
2020年2月5日にグリズリーズとの3年総額3,500万ドルの延長契約に合意した。同月28日のサクラメント・キングス戦でシーズンハイとなる32得点を含む2リバウンド、1アシスト、1ブロックを記録したが、チームは101-104で敗れた。
2021年5月23日に行われたユタ・ジャズとのプレーオフ第1回戦の第1戦でプレーオフデビューを果たし、シーズンハイとなる31得点を含む7リバウンド、2アシスト、2スティール、2ブロックを記録し、チームは112-109で辛勝した。しかし、チームはその後ジャズに第5戦の末に敗れた。
10月12日に左手を骨折する怪我を負い、2〜3週間を欠場することが発表された。12月19日のポートランド・トレイルブレイザーズ戦でキャリアハイとなる37得点を記録したが、チームは100-105で敗れた。2022年1月8日のロサンゼルス・クリッパーズ戦で左足首を捻挫し、翌日に3〜5週間を欠場することが発表された。4月16日に行われたミネソタ・ティンバーウルブズとのプレーオフ第1回戦の第1戦で24得点を記録したが、チームは117-130で敗れた。ゴールデンステート・ウォリアーズとのカンファレンス準決勝の第2戦で、相手チームのゲイリー・ペイトン2世のレイアップ時に空中で故意的にぶつかり、左肘を骨折させたことにより、第3戦で出場停止処分を受けた。結果的に、チームはウォリアーズに第6戦の末に敗れた。
12月17日のオクラホマシティ・サンダー戦で32得点を記録したが、チームは109-115で敗れた。2023年2月2日のクリーブランド・キャバリアーズ戦で、相手チームのドノバン・ミッチェルの鼠蹊部あたりを殴ったとして退場処分を受け、翌日に1試合の出場停止処分を受けた。3月4日にシーズン16度目のテクニカルファウルを犯したために、1試合の無給出場停止処分を受けた。3月15日のマイアミ・ヒート戦でカメラマンを床に押し倒したとして、2日後に35,000ドルの罰金処分を受けた。3月21日には、さらに2度のテクニカルファウルを犯し、1試合の無給出場停止処分を受けた。これにより、シーズン18度目のテクニカルファウルとなった。このシーズン、ブルックスは自身初となるNBAオールディフェンシブセカンドチームに選出された。

### ヒューストン・ロケッツ
2023年7月8日にサイン・アンド・トレードでヒューストン・ロケッツへ移籍した。10月26日のオーランド・マジック戦でロケッツデビューを果たして14得点、4リバウンド、2アシストを記録したが、チームは86-116で敗れた。2024年2月14日の古巣であるグリズリーズ戦で19得点、10リバウンドを記録したが、チームは113-121で敗れた。
2025年1月27日のボストン・セルティックス戦でキャリアハイかつフランチャイズ記録となる10本の3ポイントシュートを含む36得点を記録し、チームは114-112で辛勝した。

## 個人成績

### NBA

#### レギュラーシーズン
| シーズン | チーム | GP  | GS  | MPG  | FG%  | 3P%  | FT%  | RPG | APG | SPG | BPG | PPG  |
| -------- | ------ | --- | --- | ---- | ---- | ---- | ---- | --- | --- | --- | --- | ---- |
| 2017–18  | MEM    | 82* | 74  | 28.7 | .440 | .356 | .747 | 3.1 | 1.6 | .9  | .2  | 11.0 |
| 2018–19  | MEM    | 18  | 0   | 18.3 | .402 | .375 | .733 | 1.7 | .9  | .6  | .2  | 7.5  |
| 2019–20  | MEM    | 73  | 73  | 28.9 | .407 | .358 | .808 | 3.3 | 2.1 | .9  | .4  | 16.2 |
| 2020–21  | MEM    | 67  | 67  | 29.8 | .419 | .344 | .815 | 2.9 | 2.3 | 1.2 | .4  | 17.2 |
| 2021–22  | MEM    | 32  | 31  | 27.7 | .432 | .309 | .849 | 3.2 | 2.8 | 1.1 | .3  | 18.4 |
| 2022–23  | MEM    | 73  | 73  | 30.3 | .396 | .326 | .779 | 3.3 | 2.6 | .9  | .2  | 14.3 |
| 2023–24  | HOU    | 72  | 72  | 30.9 | .428 | .359 | .844 | 3.4 | 1.7 | .9  | .1  | 12.7 |
| 2024–25  | HOU    | 75  | 75  | 31.8 | .429 | .397 | .818 | 3.7 | 1.7 | .8  | .2  | 14.0 |
| 通算     | 通算   | 492 | 465 | 29.5 | .419 | .355 | .804 | 3.2 | 2.0 | .9  | .3  | 14.2 |

#### プレーオフ
| シーズン | チーム | GP | GS | MPG  | FG%  | 3P%  | FT%  | RPG | APG | SPG | BPG | PPG  |
| -------- | ------ | -- | -- | ---- | ---- | ---- | ---- | --- | --- | --- | --- | ---- |
| 2021     | MEM    | 5  | 5  | 35.0 | .515 | .400 | .808 | 4.2 | 2.2 | 1.4 | .4  | 25.8 |
| 2022     | MEM    | 11 | 11 | 30.5 | .349 | .347 | .640 | 2.7 | 2.7 | 1.0 | .3  | 14.6 |
| 2023     | MEM    | 6  | 6  | 27.9 | .312 | .238 | .714 | 3.0 | 1.8 | .2  | .0  | 10.5 |
| 2025     | HOU    | 7  | 7  | 29.4 | .444 | .345 | .833 | 3.1 | 1.3 | .7  | .3  | 12.3 |
| 通算     | 通算   | 29 | 29 | 30.4 | .396 | .325 | .756 | 3.1 | 2.1 | .8  | .2  | 15.1 |

### カレッジ
| シーズン | チーム   | GP  | GS | MPG  | FG%  | 3P%  | FT%  | RPG | APG | SPG | BPG | PPG  |
| -------- | -------- | --- | -- | ---- | ---- | ---- | ---- | --- | --- | --- | --- | ---- |
| 2014–15  | オレゴン | 36  | 33 | 28.3 | .456 | .337 | .825 | 4.9 | 1.8 | .5  | .6  | 11.5 |
| 2015–16  | オレゴン | 38  | 38 | 32.8 | .470 | .338 | .806 | 5.4 | 3.1 | 1.1 | .4  | 16.7 |
| 2016–17  | オレゴン | 35  | 27 | 25.3 | .488 | .401 | .754 | 3.2 | 2.7 | 1.1 | .5  | 16.1 |
| 通算     | 通算     | 109 | 98 | 28.9 | .472 | .362 | .794 | 4.6 | 2.6 | .9  | .5  | 14.8 |

## 代表歴
2015年に地元トロントで開催されたパンアメリカン競技大会にカナダ代表に招集され、銀メダルを獲得した。